# Улица Кирова (Пенза)
У́лица Ки́рова — улица в Пензе, расположенная в историческом центре города. Проходит от улицы Лермонтова мимо главной площади города, площади Ленина, до улицы Бакунина. Главная транспортная магистраль в центре города

## История
Улица Кирова является одной из старейших улиц города Пензы. Она сложилась с XVII века как часть дороги, связующей нагорную крепость и приречные слободы первых поселенцев. Дорога шла вдоль крепостной стены и посадов с юга на север вплоть до Черкасского острога.
С конца XVII века она называлась Нижне-Посадской, так как проходила вдоль городских посадов с их нижней стороны. В XVIII веке улица стала называться 1-й Спасской, по Спасскому собору, построенному рядом за стенами крепости. С середины XVIII века улица стала называться Троицкой, так как вдоль неё был построен Троицкий женский монастырь, существующий в этом качестве и в настоящее время. Одно время улица называлась даже Большой.
Отрезок улицы между современными улицами Карла Маркса и Замойского до 1919 года именовался Театральной, так как в конце 1793 года здесь был открыт первый пензенский театр, а затем в начале XIX века — крепостной театр помещика Г. В. Гладкова. Этот квартал был очень популярен среди горожан.

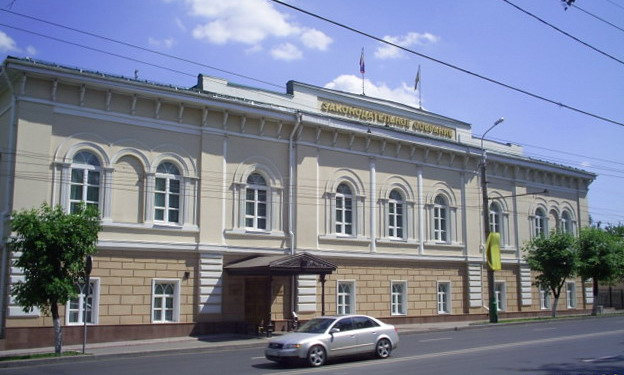
Здание Законодательного собрания Пензенской области

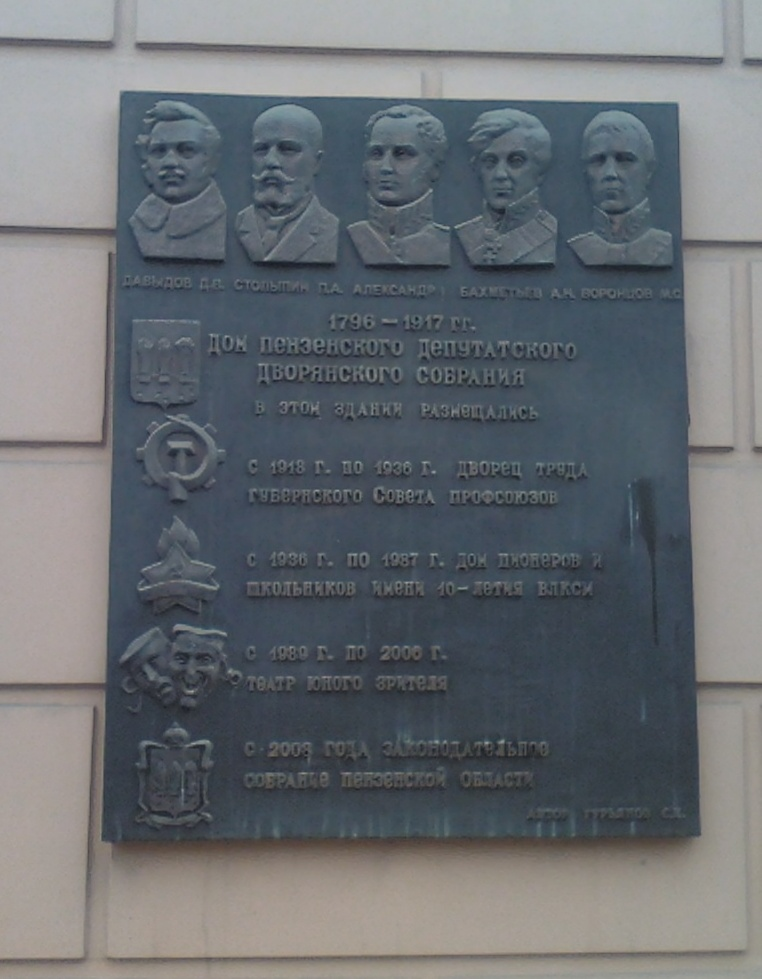
Мемориальная доска на здании ЗС

В конце XVIII века здесь было построено здание Дворянского собрания, в котором также давались театральные представления, выступали знаменитости из столичных театров. С этим зданием связаны связаны имена героя Отечественной войны 1812 года поэта Дениса Давыдова, поэта П. А. Вяземского, мемуариста Ф. Ф, Вигеля, композитора С. И. Танеева, писателя С. Г. Скитальца. После Октябрьской революции 1917 года в здании дворянского собрания размещался профсоюзный центр губернии, и оно стало называться Дворец труда. С февраля 1938 года по сентябрь 1987 года в здании работал городской Дом пионеров и школьников. С июля 2008 года в этом здании разместилось Законодательное собрание Пензенской области. На фронтоне резного литого крыльца находится старинный герб Пензы.
Рядом с этим зданием находился дом, в котором ещё до открытия в Пензе наместничества (1781) размещались пензенские воеводы. В конце XVIII века там была открыта духовная семинария. В 1858 году во время пожара здание сгорело и было восстановлено в значительно больших размерах.
В семинарии учились выдающий русский историк В. О. Ключевский, один из основоположников советской нейрохирургии Н. Н. Бурденко, артист А. И. Мозжухин. С 1900 года в этом здании размещалась губернская земская управа, затем губернское земельное управление. В настоящее время — гарнизонный госпиталь.
На углу улиц Троицкой и Никольской в двухэтажном здании с 1786 года было размещено главное народное училище, затем уездное училище, а с 1804 года — гимназия. В этой гимназии учился в 1825—1829 годах Виссарион Григорьевич Белинский, в 1828—1833 годах — выдающийся русский филолог академик Ф. И. Буслаев. В 1821—1823 годах директором гимназии работал крупный русский писатель И. И. Лажечников. В настоящее время в этом здании находится Литературный музей.
С февраля 1919 года улица получила имя Карла Либкнехта, затем пензенского революционера-коммуниста В. В. Кураева, а с февраля 1935 года этой улице, как и 4000 улиц и переулков в других городах и сёлах России, дали современное название в честь советского коммунистического деятеля Сергея Мироновича Кирова.
Таким образом, улица Кирова является рекордсменом Пензы по числу переименований.

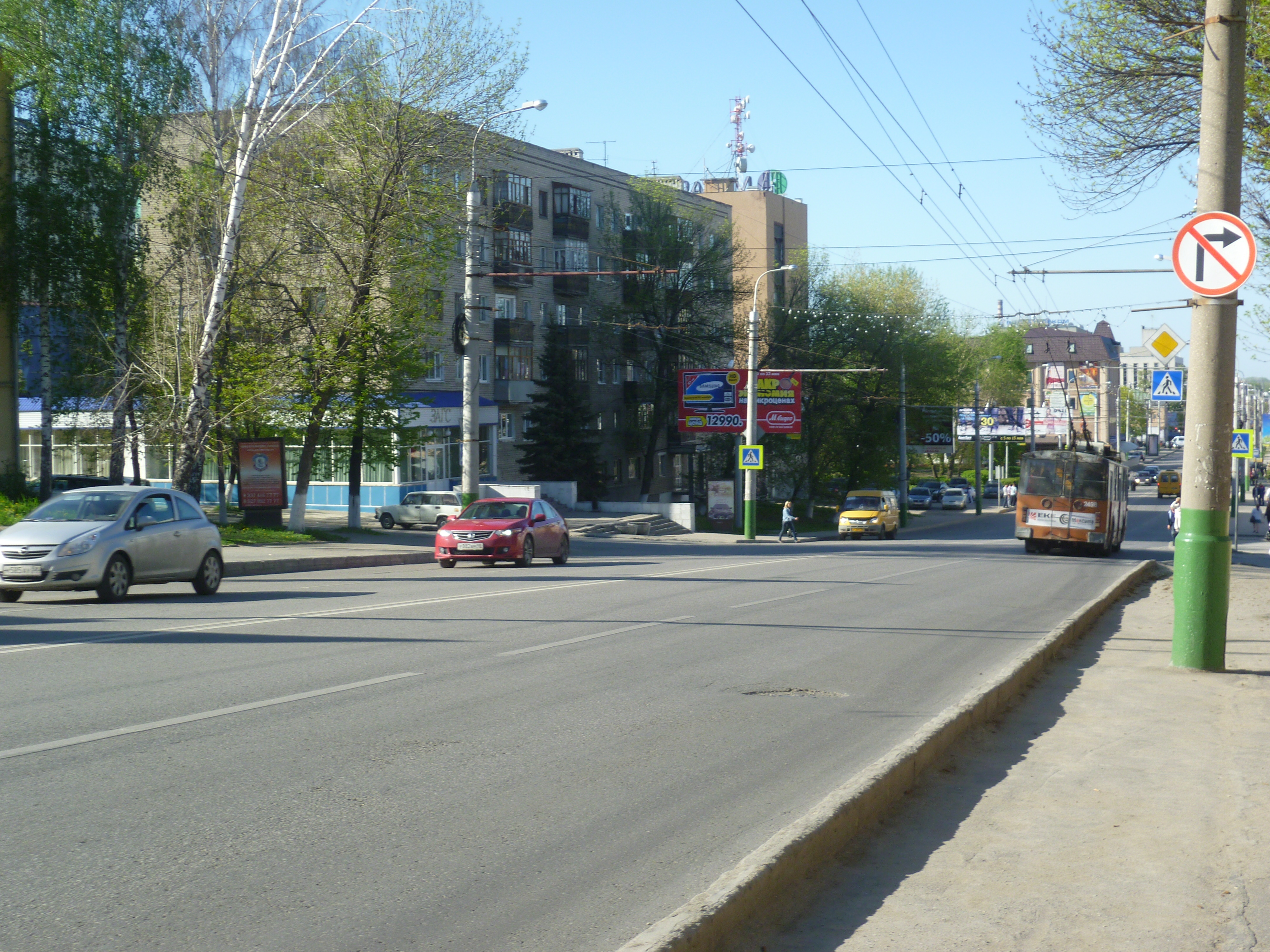
Улица Кирова рядом со стеной Троицого женского монастыря

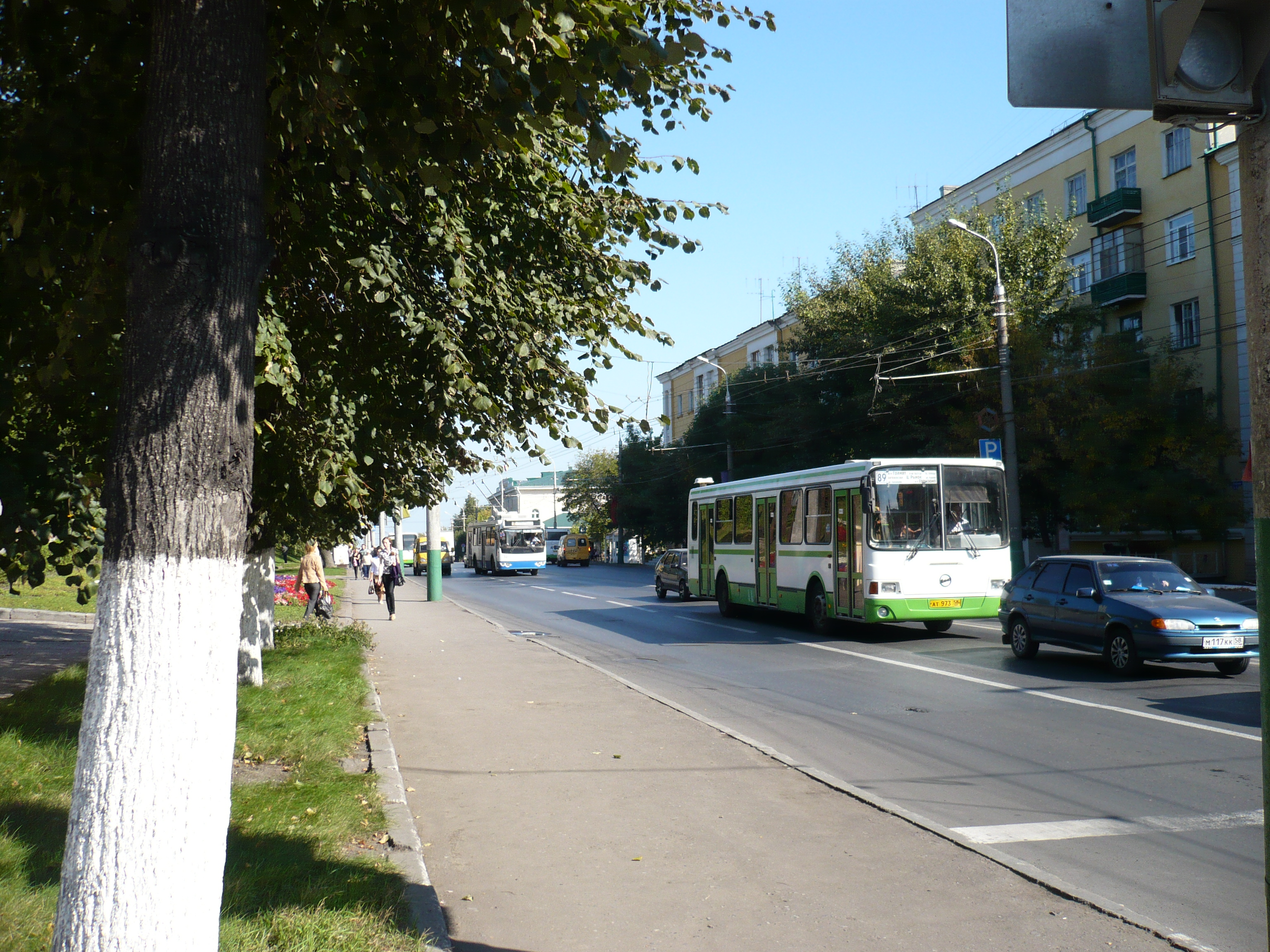
Улица Кирова от Библиотеки им. Лермонтова

## В настоящее время на улице Кирова располагаются
Достопримечательности
- В самом начале улицы Кирова в квартале от улицы Лермонтова до улицы К. Маркса сохранились остатки земляного вала Пензенской крепости. В 1980 году здесь был сооружён мемориально-исторический комплекс, посвященный городу-крепости Пензе, в виде частокола, набатной башни с колоколом и пушкой и надписью: «Оборонный вал города Пензы. 1663 г.»;
- На противоположной стороне улицы в 1980 г. открыт памятник первопоселенцу Пензы работы скульптора В. Г. Козенюка. Рядом с этим памятником в 1983 г. в здании второй половины XIX века открыт Музей одной картины, единственный в мире музей такого рода;
- Памятник М. Ю. Лермонтову в самом начале улицы Кирова во дворе областной библиотеки;
- Литературный музей на углу улиц Кирова и Карла Маркса;
- Троицкий женский монастырь.

Учебные заведения
- Средняя общеобразовательная школа № 49

Учреждения культуры
- Областная детская библиотека

Лечебно-профилактические учреждения: 
- Гарнизонный военный госпиталь

Госучреждения:
- Правительство Пензенской области;
- Законодательное собрание Пензенской области;
- ЗАГС;
- Главный почтамт;
- Арбитражный суд Пензенской области [5]